# Lintot-les-Bois
Lintot-les-Bois är en kommun i departementet Seine-Maritime i regionen Normandie i norra Frankrike. Kommunen ligger i kantonen Longueville-sur-Scie som tillhör arrondissementet Dieppe. År 2022 hade Lintot-les-Bois 197 invånare.

## Befolkningsutveckling
Antalet invånare i kommunen Lintot-les-Bois
| Referens: INSEE |